# 浜松市立曳馬中学校
浜松市立曳馬中学校（はままつしりつひくまちゅうがっこう）は、静岡県浜松市中央区にある市立中学校である。

## 沿革

### 年表
- 1947年4月1日 - 曳馬中学校創立（曳馬小学校に併設）
- 1949年8月1日 - 現高台中の場所に移転
- 1951年9月1日 - 現在地へ移転
- 1964年4月1日 - 文部省生徒指導指定校に指定される
- 1975年11月30日 - 浜松市教委指定の学習指導研究推進校となり、2年次に研究発表を行う
- 1985年4月1日 - 静岡県教委指定進路指導研修指定校に指定される
- 1994年4月1日 - 浜松市教委指定生き方指導（進路指導）推進事業（2箇年）
- 2011年9月29日 - 健康推進優秀校（静岡県学校保健会）となる
- 2014年4月1日 - 発達支援学級新設

## 学校教育目標
夢と希望と勇気をもって生きる生徒の育成

## 学校行事
| - 4月 始業式・入学式 - 5月 修学旅行（3年） - 6月 野外活動（2年） | - 7月 終業式 - 8月 始業式 - 9月 体育大会 | - 10月 文化発表会 オープンスクール - 11月 - 12月 終業式 | - 1月 始業式 - 2月 - 3月 終業式・卒業式 |

## 部活動
- 運動部
  - 男子バレー部・女子バレー部
  - 陸上部
  - 男子バスケットボール部・女子バスケットボール部
  - サッカー部
  - 男子卓球部・女子卓球部
  - 水泳部
  - 男子ソフトテニス部・女子ソフトテニス部
  - ソフトボール部
  - 剣道部
  - 野球部
- 文化部
  - 吹奏楽部
  - 美術研究部
  - 理科研究部
  - 情報部
  - 英語研究部
  - 華道部

## 通学区域
- 浜松市中央区
  - 十軒町〔馬込川以東（東セロ跡地を除く。）〕・十軒町（馬込川以西）
  - 新津町
  - 助信町
  - 早出町（東セロ跡地及び南側を除く。）
  - 高林一丁目・高林二丁目・高林三丁目・高林四丁目・高林五丁目
  - 曳馬町・曳馬一丁目・曳馬二丁目・曳馬三丁目・曳馬四丁目（1番1号～21番）・曳馬五丁目（1番～24番）・曳馬六丁目（1番～25番・26番1号～52号・27番～28番）
  - 上島一丁目・上島二丁目・上島三丁目・上島四丁目・上島五丁目・上島六丁目・上島七丁目
  - 幸三丁目（17番45号～57号）[1]

## 進学前小学校
- 浜松市立曳馬小学校
- 浜松市立上島小学校

## 著名な出身者
- 後藤啓介（サッカー選手）
- 松原后（サッカー選手）

## 交通
- 遠州鉄道鉄道線曳馬駅より徒歩5分